# František Kerhart
František Kerhart (12. května 1897, Poděbrady – 15. ledna 1963, Praha) byl český architekt, autor funkcionalistických staveb, účastník řady architektonických soutěží. V roce 1927 se spolu s konstruktéry Škodových závodů zapojil do soutěže o přemostění Nuselského údolí a architektonickou podobu Jiráskova mostu v Praze.

## Dílo

### Realizované stavby (výběr)
- 1926 městská spořitelna v Pardubicích
- 1928 vila Františka Škody v Průhonicích, interiéry; stavba ing. arch. Vojtěch Kerhart[1]
- 1932–1933 Peřinova vila, osada Baba
- 1933–1934 Košťálova vila, osada Baba
- 1933–1934 Jirouškova vila, osada Baba
- 1933 Bautzova vila, osada Baba
- 1936 Mojžíš-Lomova vila, spolupráce Josef Gočár
- 1935–1936 Bělehrádkova vila, osada Baba
- 1948-1949 činžovní domy Svazu osvobozených politických vězňů, Praha-Krč (dle výkresu Podolí)
- 1949-1953 mlékárny a sušárny mléka ve Strakonicích a v Zábřehu, spolupráce Josef Hrubý a Josef Havlíček

### Návrhy (výběr)
- Soutěžní návrh Průmyslového muzea v Pardubicích
- 1936-1937 Soutěžní návrh Českého národního divadla v Brně, spolupráce František Zelenka

## Galerie

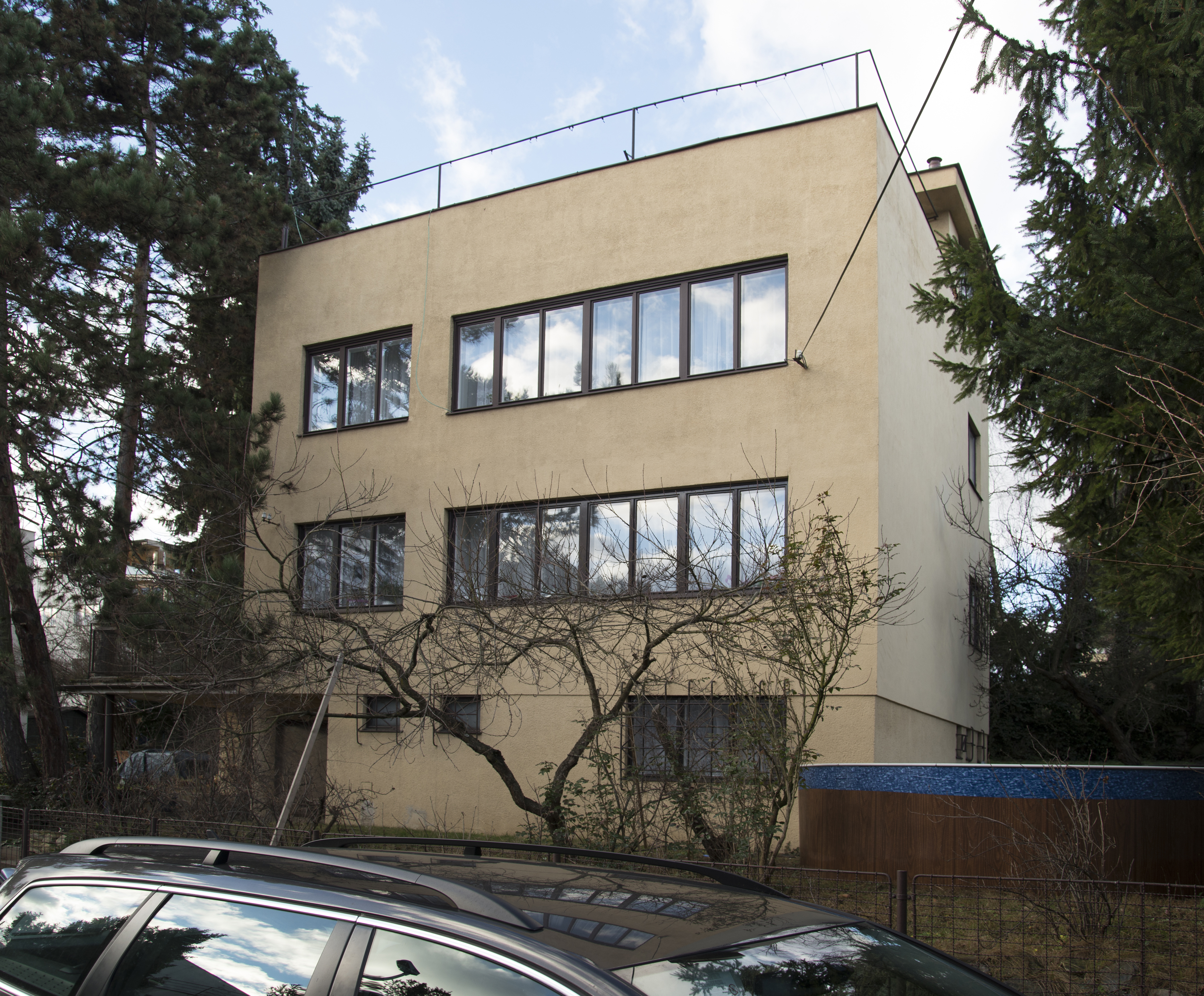
Osada Baba - dům Bautz
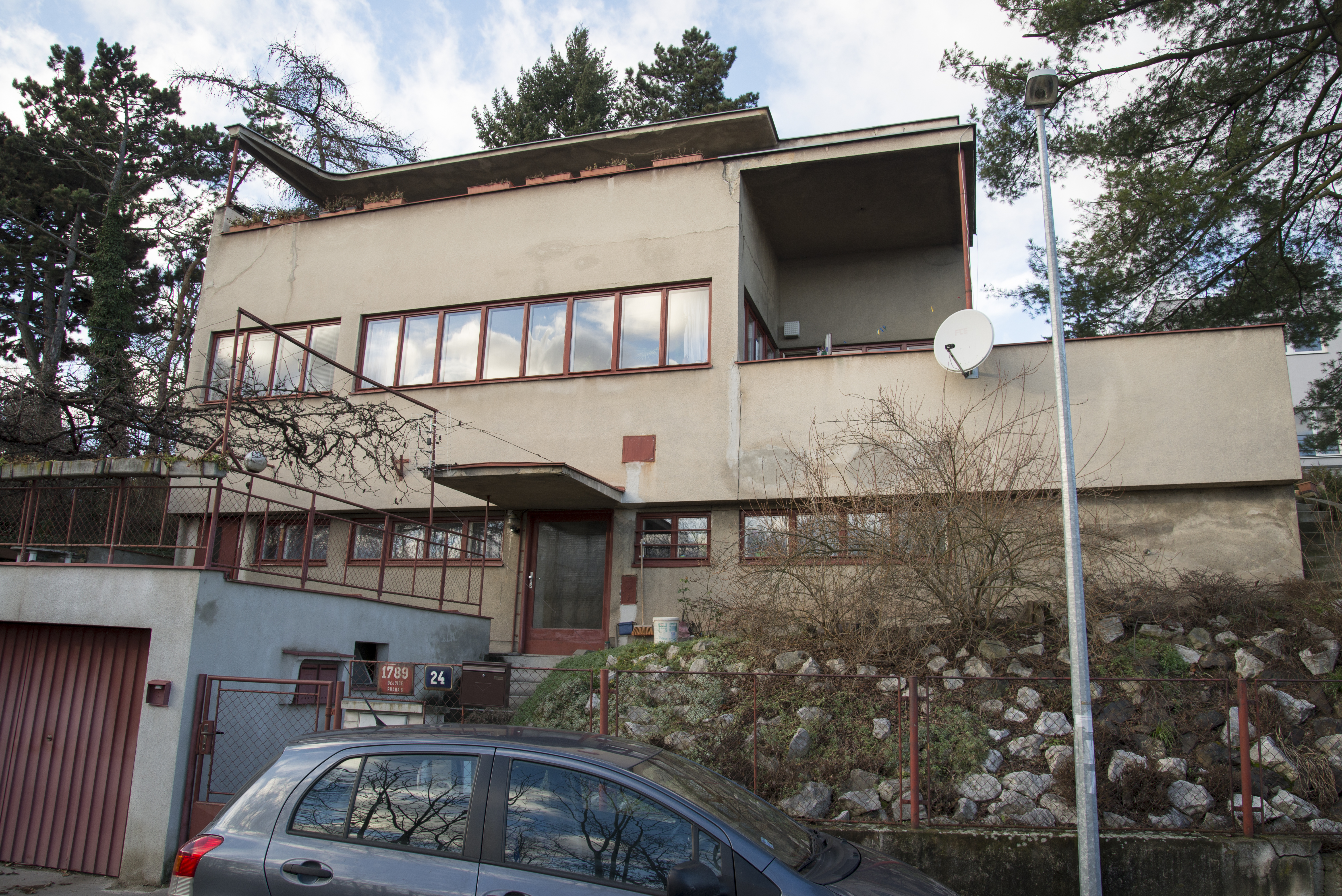
Osada Baba - dům Bělehrádek
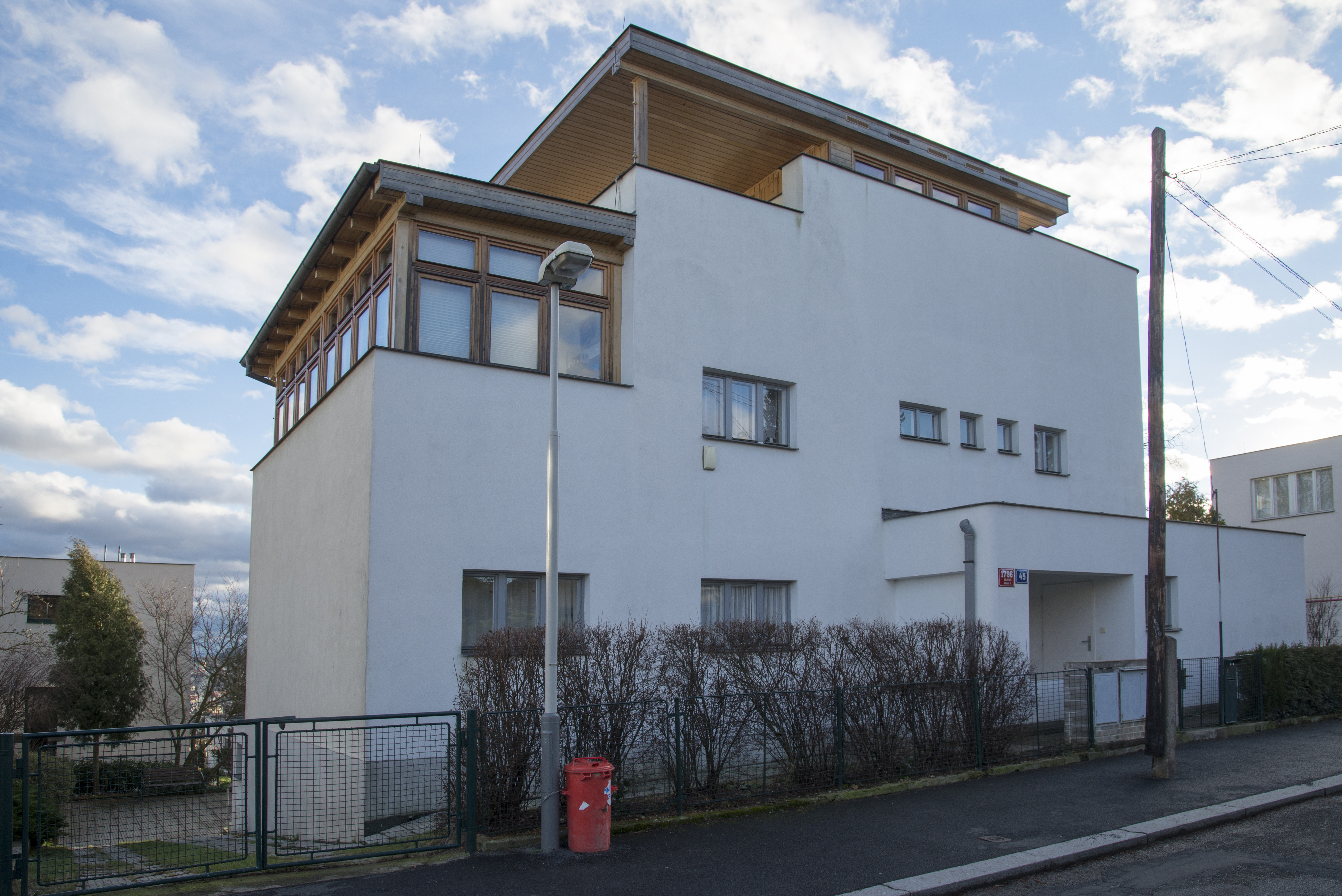
Osada Baba - dům Jiroušek
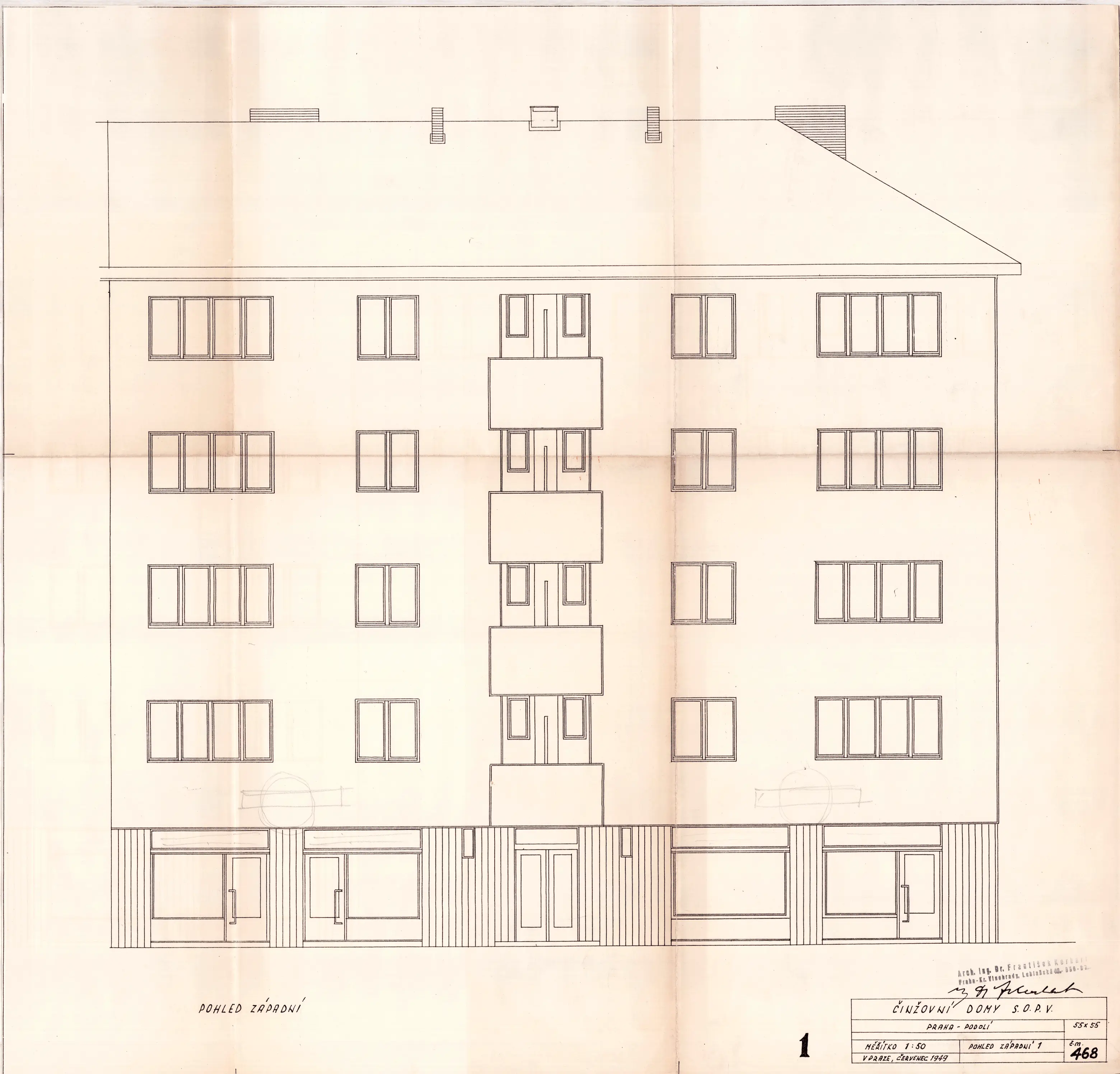
Praha-Krč - Činžovní domy S.O.P.V.